# Volksbank in Südwestfalen
Die Volksbank in Südwestfalen eG ist eine Genossenschaftsbank mit Hauptsitz in Siegen.

## Geschichte
Die Wurzeln der Bank gehen bis ins Jahr 1877 zurück. Die Volksbank in Südwestfalen eG entstand im Jahr 2018 durch die Fusion der Volksbank im Märkischen Kreis mit der Volksbank Siegerland. Diese beiden ehemaligen Banken waren zuvor schon ein Ergebnis mehrerer Fusionen in den letzten Jahrzehnten.

## Geschäftsgebiet
Das Geschäftsgebiet der Bank ist ein Teil der Wirtschaftsregion Südwestfalen. Es reicht von Burbach im Süden bis Balve im Norden und von Hilchenbach im Osten bis Halver im Westen – ausgenommen ist der Kreis Olpe. In den Gebieten Siegerland, dem südlichen Märkischen Kreis sowie Marienheide führt die Volksbank in Südwestfalen derzeit 27 Filialen und 31 SB-Standorte. Die dezentrale Unternehmensstruktur spiegelt sich in den beiden Hauptstellen Lüdenscheid und Siegen wider.

## Gesellschaftliches Engagement
Die Bank hat Kooperationen mit südwestfälischen Vereinen, Schulen, Projekten oder Veranstaltungen geschlossen. Dazu gehören u. a. der Siegerländer Firmenlauf, der Firmenlauf im Märkischen Kreis und der Siegerländer Volksbank-Schülerlauf. Zudem werden mehrere Vereine gesponsert. Als Hauptsponsor tritt die Bank zudem beim Siegerländer Sommerfestival und dem Siegener Open-Air-Kino auf.
Vereine können zudem von der Bank und von Privatpersonen unter dem Motto „Viele schaffen mehr“ auf der Crowdfunding-Plattform der Bank unterstützt werden.
Im Jahr 2024 spendete die Bank rund 670.000 Euro. Zusätzlich wurden bereits über 1 Mio. Euro über das Crowdfunding-Portal für gemeinnützige Vereine und Institutionen gesammelt.
Alle zwei Jahre schreibt die Bank den Preis EIVER, für Ehrenamt, Ideen, Verantwortung und Engagement in der Region der Volksbank in Südwestfalen eG aus. Zuletzt im Jahr 2023. Hier wurden sechs heimische Vereine durch eine Beiratsjury prämiert.